# みらくるドラクル
『みらくるドラクル』は、前田のえみによる日本の漫画作品。『月刊コロコロコミック』（小学館）にて1994年3月号から1996年10月号まで連載された。単行本全5巻。
2022年4月にマンガ図書館Zで電子書籍化された際には、第1巻に第25回藤子不二雄賞を受賞した『ちびくろとでくろこ』が追加で収録されている。
シンエイ動画によって着色済みの設定画とアニメ化企画提案書が作られ、原作サイドに持ち込まれたが、作品の終了などの事情により頓挫した。当時の資料は原作者・前田のnoteで公開されている。

## 登場人物
ドラクル
ドラキュラ王国の皇子。単純な性格で喧嘩好き。猫目先生の下で修行を行った後、セントブラッドを取り返しに行くとともに強い相手を求めて地球へ旅立つ。
自分の血を見ると翼の生えた狂暴な野獣に変化し、敵味方見境なく攻撃する。
バナナ好きでバナナの事になると周りが見えなくなる。
猫目先生
ドラクルとオカルトを育て上げた教育係。
お茶目な性格で、シルバニア大王からの「頭の回転がよい、礼儀をわきまえた子」という教育方針を「頭が回転してもよい、体力ばか」と聞き間違えたためにドラクルを喧嘩好きな性格にしてしまった。
シルバニア大王
ドラキュラ王国の国王でドラクルの父。
怪獣に変化した姿で地球へのとびらの門番として行く手を阻んでいる。
レオナ
王宮に仕えるメイドの娘でオカルトの妹でもある。病気により床に伏している。
てふてふ
セントブラッドを探し求める謎の珍獣。地球にやって来たドラクルと共に旅をする事になる。
目的のためなら強い者を利用し、より強い者だと分かれば平気で乗り換えるという汚い性格で、自分を世界で一番の色男と思い込んでるナルシスト。
チョウの旧仮名遣いである名前の通り、腕を翼のように広げて空を飛ぶ事が出来る。
ワイン
ワイン村三兄弟の末弟。普段は気弱な性格だが、ワインを飲むと好戦的な性格になる上に強くなる。
オカルト
猫目先生の下で修行していた王位継承者のひとり。
とある思い込みにより、腹いせとしてセントブラッドを盗み地球へ飛び出し、「ゾーナ」と名乗って世界パワーキング選手権に出場し、欲しいものを国王の命と掲げチキンエッグ王国の乗っ取りを企てる。
誰よりも強くなりたいという願いを謎の石像に付け込まれ、魔獣に変化する能力を身につけた。
カオ
世界パワーキング選手権の決勝トーナメントに進出した14歳の女の子。背丈の低さをコンプレックスに持つ。超能力使いで、対戦相手に念力や催眠術をかける。
オカルトの素顔がさらけ出されてからは、オカルトを一方的に好意を抱く。
ポンチョ
いじめられていたのを苦に、文献を便りにドラキュラ王国に忍び込んでセントブラッドを舐めた事で不老不死と絶大な強さを手にするもドラキュラ王国初代の王の呪いによって千年間、石像にされた少年。
その恨みつらみでドラキュラ王国の滅亡とドラクルのなぶり殺しを決意し、ドラクル達に襲い掛かる。
ワイルダー
元々は王宮占い師で、ドラクルの未来を占ったところ、野獣となって映し出されたドラクルを始末する事を提案した事でシルバニア大王の怒りを買い王宮から追放、修行の末に大魔導師となり、ドラクル達を動物に変化させ、王国を乗っ取りワイルダーランドとして支配する。
自分こそが正義の味方でドラクルが悪の権化と盲信している。

### 用語
セントブラッド
ドラキュラ王国の宝で吸血一族にとっては元気の源である為、ある人物によって盗み出されてからは国民らが衰弱し、王国の危機に瀕している。
飲むとたちまち元気になるという効能から地球上では「不老不死の薬」として我先に得ようとする者が後を絶たない。
世界パワーキング選手権
マウス国王が主催する力自慢を競う大会。マウス国王が「優勝したらなんでも好きなものひとつ」と掲げた為に騒動を巻き起こす事になる。
綱引きや真剣勝負などといった種目もあるが、じゃんけんや大食い対決、にらめっこなど力自慢とは関係無い種目も混じっていたり、
決勝戦で行われた「トイレ」は舞台の両面に巨大な洋式便器を配置し、対戦相手を便器に流せば勝利するという方式をとっていた。

### 舞台
ドラキュラ王国
シルバニア大王が統治する、ドラクルなどの吸血一族などが住む世界。
地球へのとびら
ドラキュラ王国と地球を結ぶ、険しい階段が連なる道で門番によって厳重に守られている。
ワイン村
ワイン三兄弟が支配し、大農場で子供たちが強制労働を強いられている村。グレープの挑発によってドラクルが三兄弟と戦う。
チキンエッグ王国
マウス国王が統治する国で、世界パワーキング選手権が開催されている。

## 単行本
全ててんとう虫コミックス（小学館）より刊行。
1. 1994年10月。ISBN 978-4091422613
2. 1995年3月。ISBN 978-4091422620
3. 1995年9月。ISBN 978-4091422637
4. 1996年3月。ISBN 978-4091422644
5. 1996年10月。ISBN 978-4091422651